# Чемпіонат Польщі з хокею 1997—1998
Чемпіонат Польщі з хокею 1998 — 63-ий чемпіонат Польщі з хокею, чемпіоном став клуб Унія (Освенцім).

## Попередній етап

### Група A
| М  | Команда               | І | В | Н | П | Ш     | О  |
| -- | --------------------- | - | - | - | - | ----- | -- |
| 1. | Подгале (Новий Тарг)  | 6 | 4 | 2 | 0 | 32:13 | 10 |
| 2. | Сточньовець (Гданськ) | 6 | 3 | 2 | 1 | 17:13 | 8  |
| 3. | ГКС Катовіце          | 6 | 3 | 0 | 3 | 17:22 | 6  |
| 4. | ГКС Тихи              | 6 | 0 | 0 | 6 | 9:27  | 0  |

Скорочення: М = підсумкове місце, І = ігри, В = перемоги, Н = нічиї, П = поразки, Ш = закинуті та пропущені шайби, О = набрані очки

### Група B
| М  | Команда         | І | В | Н | П | Ш     | О  |
| -- | --------------- | - | - | - | - | ----- | -- |
| 1. | Унія (Освенцім) | 6 | 5 | 0 | 1 | 33:13 | 10 |
| 2. | КТХ Криниця     | 6 | 3 | 0 | 3 | 28:26 | 6  |
| 3. | ТТХ Торунь      | 6 | 2 | 0 | 4 | 18:28 | 4  |
| 4. | Краковія Краків | 6 | 2 | 0 | 4 | 24:36 | 4  |

Скорочення: М = підсумкове місце, І = ігри, В = перемоги, Н = нічиї, П = поразки, Ш = закинуті та пропущені шайби, О = набрані очки

### Група C
| М  | Команда       | І | В | Н | П | Ш     | О  |
| -- | ------------- | - | - | - | - | ----- | -- |
| 1. | КХ Сянок      | 6 | 5 | 0 | 1 | 21:14 | 10 |
| 2. | ККХ Катовіце  | 6 | 4 | 1 | 1 | 25:7  | 9  |
| 3. | БТХ «Бидгощ»  | 6 | 1 | 1 | 4 | 14:23 | 3  |
| 4. | Полонія Битом | 6 | 1 | 0 | 5 | 9:25  | 2  |

Скорочення: М = підсумкове місце, І = ігри, В = перемоги, Н = нічиї, П = поразки, Ш = закинуті та пропущені шайби, О = набрані очки

## Фінальний раунд
| М  | Команда               | І  | В  | Н | П  | Ш      | О  |
| -- | --------------------- | -- | -- | - | -- | ------ | -- |
| 1. | Подгале (Новий Тарг)  | 30 | 22 | 3 | 5  | 106:70 | 47 |
| 2. | Унія (Освенцім)       | 30 | 17 | 3 | 10 | 106:78 | 37 |
| 3. | КХ Сянок              | 30 | 16 | 2 | 12 | 118:92 | 34 |
| 4. | ГКС Катовіце          | 30 | 15 | 1 | 14 | 103:83 | 31 |
| 5. | КТХ Криниця           | 30 | 10 | 0 | 20 | 91:122 | 20 |
| 6. | Сточньовець (Гданськ) | 30 | 5  | 1 | 24 | 83:162 | 11 |

Скорочення: М = підсумкове місце, І = ігри, В = перемоги, Н = нічиї, П = поразки, Ш = закинуті та пропущені шайби, О = набрані очки

## Кваліфікація
| М   | Команда         | І  | В  | Н | П  | Ш      | О  |
| --- | --------------- | -- | -- | - | -- | ------ | -- |
| 7.  | Краковія Краків | 24 | 21 | 0 | 3  | 129:72 | 42 |
| 8.  | ТТХ Торунь      | 24 | 18 | 0 | 6  | 118:75 | 36 |
| 9.  | ГКС Тихи        | 24 | 16 | 1 | 7  | 137:90 | 33 |
| 10. | Сосновець       | 24 | 12 | 0 | 12 | 137:95 | 24 |
| 11. | Напшуд Янув     | 24 | 9  | 2 | 13 | 93:83  | 20 |
| 12. | Полонія Битом   | 24 | 6  | 1 | 17 | 83:134 | 13 |
| 13. | Сосновець ІІ    | 24 | 0  | 0 | 24 | 43:191 | 0  |

Скорочення: М = підсумкове місце, І = ігри, В = перемоги, Н = нічиї, П = поразки, Ш = закинуті та пропущені шайби, О = набрані очки

## Плей-оф

### Чвертьфінали
- КХ Сянок — Сточньовець (Гданськ) 1:3 (2:4, 5:3, 2:3, 2:3 ОТ)
- Унія (Освенцім) — Краковія Краків 3:0 (3:1, 6:2, 7:2)
- ГКС Катовіце — КТХ Криниця 3:0 (4:3, 3:1, 5:2)
- Подгале (Новий Тарг) — ТТХ Торунь 3:0 (7:3, 4:2, 10:2)

### Півфінали
- Подгале (Новий Тарг) — ГКС Катовіце 3:2 (5:2, 3:4, 4:6, 5:3, 5:4)
- Сточньовець (Гданськ) — Унія (Освенцім) 1:3 (2:6, 2:1 ОТ, 0:3, 3:7)

### Матч за 3 місце
- ГКС Катовіце — Сточньовець (Гданськ) 3:2 (2:1, 3:4, 7:0, 1:2, 5:3)

### Фінал
- Унія (Освенцім) — Подгале (Новий Тарг) 4:2 (2:7, 7:3, 4:2, 1:4, 3:2, 1:0)